# Oppy Mountain
Oppy Mountain är ett berg i Kanada.   Det ligger i provinsen Alberta, i den centrala delen av landet, 3 100 km väster om huvudstaden Ottawa. Toppen på Oppy Mountain är 3 311 meter över havet, eller 357 meter över den omgivande terrängen. Bredden vid basen är 3,2 km. Oppy Mountain ingår i Rocky Mountains.
Terrängen runt Oppy Mountain är huvudsakligen bergig.Trakten runt Oppy Mountain är nära nog obefolkad, med mindre än två invånare per kvadratkilometer.. Det finns inga samhällen i närheten. 
Trakten runt Oppy Mountain är permanent täckt av is och snö.